# KRS・ワン
KRS・ワン（KRS-One、本名：ローレンス・パーカー（Lawrence Parker）、1965年8月20日 - ）はMC、音楽プロデューサー。他に「クリス・パーカー」「ブラストマスター」「ティーチャ」「フィロソファーズ」などの別名を持つ。ハードコアヒップホップや社会派ラップの先駆けとも位置付けられており、2パックやエミネム、その他多くのヒップホップミュージシャンに影響を与えた人物と考えられている。
自身の発する政治的メッセージによっても知られており、アメリカという国に根付いた商業主義を批判している。具体的にはアルバムI Got Next収録のA Friendでは「Back to back we attack corporate America.（連続して私たちはアメリカの経済界を攻撃する）」という一節があり、また、アメリカ同時多発テロ事件で崩壊したワールドトレードセンターをアメリカの商業主義の象徴と見立ててそれが崩壊したことを祝福した。また、ヴィーガニズムの熱心な支持者としても知られている。

## 名前の由来
1981年、16歳でMCを志して家出したローレンス・パーカーはサウス・ブロンクスのホームレス緊急一時宿泊施設へと身を寄せる。その施設で彼はヒンドゥー教の神の1柱であるクリシュナを愛する団体として知られるクリシュナ意識国際協会に興味を示し職員からクリシュナの愛称で呼ばれるようになる。施設滞在中はその職員でDJでもあったカウンセラーのスコット・スターリングと出会い、MCとDJという間柄となり交流を深める。また、グラフィティアーティストとしても活動し始め、その際にKRS-One (Knowledge Reigns Supreme Over Nearly Everyone)を初めて名乗った。1986年、彼はスターリングを誘ってブギーダウン・プロダクションズを結成する。スターリングとは誰あろうスコット・ラ・ロックであった。

## 経歴

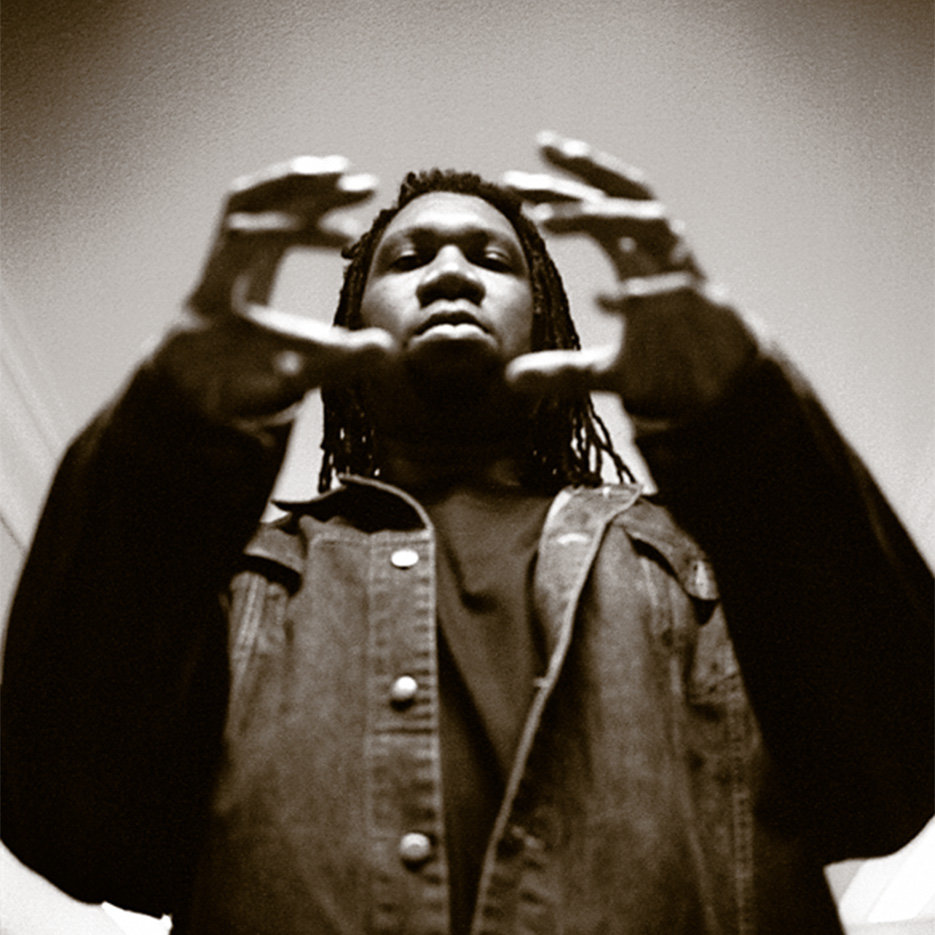
KRS-One（2002年）

1987年に、ジュース・クルーとのビーフ、｢ブリッジ戦争（Bridge Wars）｣の後、盟友スコット・ラ・ロックが射殺されるという悲劇に見舞われてから、ブギーダウン・プロダクションズは、徐々にその社会性を強めていく。同時に、彼はコンピレーションの『HEAL』を製作し、ストップ・ザ・バイオレンス・ムーブメントを結成した。数多くのラッパーたちと共に、ストップ・ザ・バイオレンス・ムーブメント名義で｢セルフ・ディストラクション｣を発表。彼のラップの内容が社会性を増し、暴力性を減じていく中で、自分自身をティーチャと呼ぶようになっていく。そして最終的には、KRS・ワンを名乗るようになった。
1993年に発表した最初のアルバム『リターン・オブ・ザ・ブーム・バップ』には、DJ・プレミア、ショービズ、キッド・カプリが参加した。このアルバムには、キャッチーだが、ハードコアな｢サウンド・オブ・ダ・ポリス｣が収録されている。1995年には、セカンドアルバム『KRS・ワン』を発表し、ブラックパンサー党の一員であったアフリカ系アメリカ人で、白人警察の殺人で死刑の判決を受けながらも、無実を訴えつづけているムミア・アブ＝ジャマールに関するラップが収められている。またアルバムには、マッド・ライオン、バスタ・ライムス、ダズEFX、ファット・ジョーと言った面々が客演を果たしている。
1997年、アルバム『アイ・ゴット・ネクスト』を発表。アルバムには、1970年代に活躍したパンク/ニュー・ウェイヴバンド、ブロンディーの楽曲をサンプリングした｢ステップ・イントゥ・ア・ワールド｣を、商業的ラップの申し子パフ・ダディーがリミックスしたバージョンが収められている。他にも、オールドスクールの曲、トレチャラス・スリーの｢フィール・ザ・ハートビート｣をサンプリングした、アンジー・マルチネスとレッドマン客演の｢ハートビート｣なども収められており、このような名の知れた大衆向けアーティストとの競演は、多くのファンや、KRS・ワンを非大衆派的な存在として認識していた批評家を驚かせた。しかしながら、1997年8月、彼はBBC第一ラジオのティム・ウエストウッドの番組に出演し、パフ・ダディーのような売れ線アーティストを好み、自分のヒップホップのスタイルを理解しようとしないDJやラジオを批判した。
1999年、先行シングル｢ファイブ・ボーロー｣が映画『コラプター』のサントラに収録されたのに続き、『マキシマム・ストレングス』と呼ばれる実験的なアルバムの発売を行う計画が存在した。しかし、リプライズ・レコードのA&R部門の副社長に就任するために、その計画を断念した。2000年、アルバム『レトロスペクティブ』の発表をもって、ジャイヴ・レコードとの契約を打ち切った。翌年、リプライズでの職を辞し、コッホ・レコーズから、アルバム『スニーク・アタック』を発表した。2002年には、ゴスペル・ラップのアルバム『スピリチュアル・マインデッド』を発表した。かつて、彼はキリスト教を｢奴隷保有者の宗教｣と非難し、アフリカ系アメリカ人が従うべき道ではないと語ったことがあった。2003年半ばには、テンプル・オブ・ヒップホップの結成に続き、『クリスタイルズ』を発表。続く2004年夏には、『キープ・ライト』を発表した。2007年にはブリッジ戦争でビーフのあったジュース・クルー主催者マーリー・マールと和解。ナズが2006年に発表した『Hip Hop Is Dead』に異を唱える形で｢Hip Hop Lives｣を発表した。